# Stackable Unified Module Interconnect Technology
Stackable Unified Module Interconnect Technology, kurz SUMIT, ist eine von der SFF-SIG spezifizierte Technologie, die kleine und kompakte Formfaktoren und somit Baugrößen von Computer ermöglicht. Dabei werden mehrere Datenbusse unterschiedlicher Schnittstellen-Technologien auf eine definierte 52-polige-Steckverbindung geführt. Die Steckplätze bzw. externen Steckverbindungen für diese Schnittstellen werden auf separate Platinen bzw. Modulen ausgelagert, die sich über den SUMIT-Stecker miteinander verbinden lassen. Durch diese Technologie ist es möglich Rechnersysteme in einem sehr kleinen Formfaktor (Pico ITX-Board) mit einer Abmessung von 100 mm × 72 mm herzustellen. Dies ist besonders für eingebettete Systeme (Embedded Systems) wichtig.
Folgende Schnittstellen sind in SUMIT integriert:
- zwei  PCI Express x1
- ein PCI Express x4
- drei USB 2.0
- ein ExpressCard
- zwei SPI/µWire
- eine LPC Schnittstelle
- System Management Bus (SMBus) sowie I²C
- Reset- und Wake-on-LAN